# Protestos em Papua em 2019
Os protestos em Papua em 2019 foram uma série de protestos da população papua que ocorreu entre 19 de agosto e 23 de setembro de 2019, principalmente na Papua Indonésia. Os protestos eclodiram em resposta a um incidente em Surabaia, onde um grupo de estudantes de Papua foi preso por suposto desrespeito à bandeira indonésia. Em vários locais, notadamente em Jayapura, Sorong, Fakfak, Timika e Manokwari, os protestos se tornaram violentos, com vários prédios particulares e instalações públicas sendo danificados ou queimados. Os protestos e a agitação foram descritos pelos meios de comunicação como os maiores em anos.

## Contexto
Papua, anteriormente uma colônia dos Países Baixos como a Nova Guiné Holandesa, foi anexada pela Indonésia em 1969 após um referendo controverso. Nos anos que se seguiram, uma insurgência de baixa intensidade ocorreu em toda a região. Mais recentemente, dezenas de milhares de civis ao redor da regência de Nduga foram deslocados após o aumento da presença militar e os conflitos com combatentes separatistas devido a um massacre de trabalhadores que construíram a Rodovia Trans-Papua. Em uma tentativa de reduzir as tensões na região, o governo indonésio concedeu maior autonomia às províncias que a compõem, com o presidente em exercício Joko Widodo (Jokowi) visitando a região seis vezes, desde que assumiu o cargo em 2014.